# Linje 13 (Göteborgs spårvägar)
Linje 13 var en spårvagnslinje i Göteborg. Spårvagnslinje 13 i Göteborg symboliserade av en blå etta och trea på beige bakgrund. Linje 13 var en extralinje som endast trafikerade några få turer på morgonen från Saltholmen till Centralstationen. Linjen finns inte med på de flesta linjekartor. 
Linjen trafikeras inte under sommaren.
Från och med tidtabellsskiftet den 21 augusti 2023 drogs spårvagnslinje 13 in med undantag för tidiga morgonturer från Saltholmen till Sahlgrenska. Orsaken var brist på förare och ändringarna gäller tills vidare.

## Linjehistorik[2]
Den första linje 13 invigdes i juni 1940 i samband med att spårvagnstrafiken över Göta Älvbron startades. Linjen skyltades med brun/vita skyltar och gick från start mellan Backavägen och Vasastaden. Redan i november samma år förlängdes linjen till Kapellplatsen. Linjen blev inte långvarig då den ersattes av linje 8 då rampen ned från Göta Älvbron mot Nils Ericssonsplatsen stod färdig 1941.
Den andra linje 13 är startades 2003 när spåren i Skånegatan stod klara. Ursprungligen gick den bara mellan Centralstationen och Marklandsgatan.
- 2006 - Förlängdes och gick Linneplatsen - Annedal - Centralstationen - Korsvägen - Sahlgrenska - Marklandsgatan.
- 2011 - Ändrades till Sahlgrenska - Brämaregården med några morgonturer från Saltholmen.
- 2021 - Huvudlinjen ställs in, endast morgonavgångarna Saltholmen - Centralstationen kvarstår och linjen plockades bort från kartorna i december 2023. I december 2025 läggs huvudlinjen ner officiellt[3].